# Храм Иверской иконы Божией Матери (Паланга)
Храм И́верской ико́ны Бо́жией Ма́тери (Иверская церковь) — приходской православный храм в городе Паланге, единственное строение в городе, возведённое по канонам русского православного церковного зодчества, и первый за последние 60 лет православный храм, построенный в Литве. Настоятель Иверского храма — игумен Алексий (Бабич).

## История
В Паланге в 1995 году был зарегистрирован самостоятельный православный приход. Для богослужений использовалось помещение в переоборудованном фойе русской средней школы. Приходским священником служил иеромонах Алексий (Бабич). В 1999 году мэрия Паланги бесплатно выделила участок под строительство церкви в 2263 м2. Храм возведён по проекту российского архитектора Дмитрия Борунова (Пенза), который спроектировал также Покрово-Никольскую церковь в Клайпеде. 18 февраля 2000 года состоялась торжественная закладка первого камня, 28 декабря 2001 года строительство было завершено. Сооружался и оборудовался храм на средства предпринимателя Александра Попова. Часть внутреннего убранства церкви (иконостас, киоты, Голгофа) были изготовлены по заказу А. П. Попова в Салониках (Греция), часть — в Софрино. Колокола отлиты в Ярославле.
Освящение церкви во имя иконы Божией Матери «Иверская» состоялось в 2002 году при участии постоянного члена Священного синода Русской православной церкви митрополита Крутицкого и Коломенского Ювеналия и главы Литовской епархии митрополита Виленского и Литовского Хризостома.
В церковном доме действуют школа, проводятся беседы с прихожанами.

## Архитектура и убранство

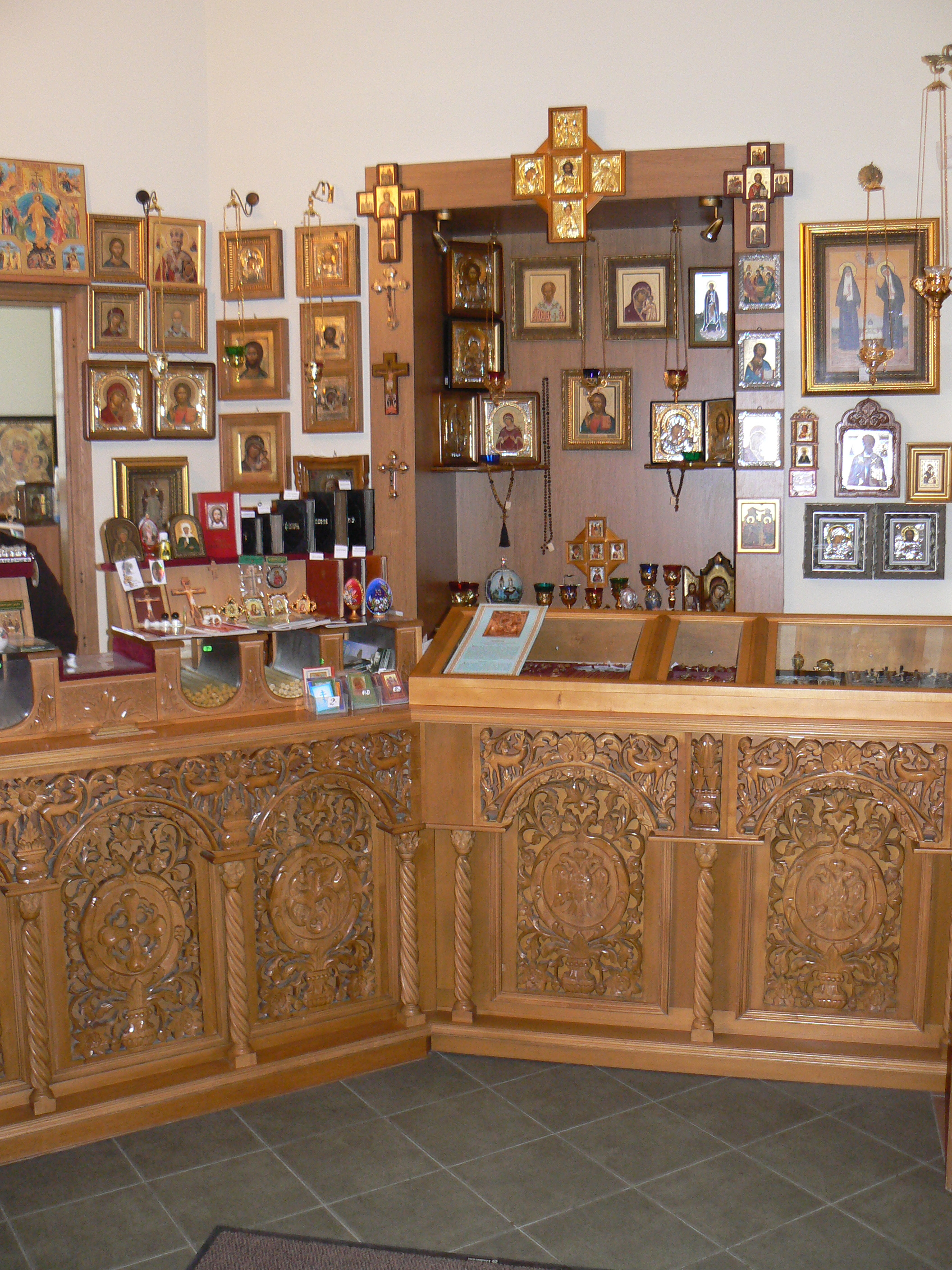
Церковная лавка

Архитектура храма с традиционным крестово-купольным планом в основе следует канонам православного зодчества и выражает православную символику. Своими очертаниями храм напоминает «корабль спасения», поднимающиеся вверх ярусы выражают образы ведущей к небу «лествицы». Главное здание вытягивает ввысь узкий барабан, увенчанный традиционным куполом в виде луковицы.
Вместе с тем многоярусная архитектурная композиция храма, его вытянутые вверх пропорции, треугольные очертания крыш, гранёный объём колокольни с шпилеподобным шатровым покрытием напоминают готическую архитектуру, позволяя зданию храма гармонично вписаться в городской пейзаж Паланги.
Храм имеет притвор, хоры и колокольню. Внутреннее пространство покрыто росписями, выполненными российскими художниками монументалистами, специализирующимися в церковной живописи. Интерьер храма иерархически членится на три уровня: купол и подкупольное пространство посвящены Иисусу Христу, Богородице, ангелам и апостолам; под ними на северной и южной стенах изображены евангельские сцены; пространство третьего уровня (столбы, пролёты арок, притвор и хоры) отведено образам святых, представленных в виде отдельно стоящих фигур или написанных полуфигурно в медальонах. В Литве столь полная программа росписи православного храма в настоящее времени представлена только в Иверской церкви.